# Pier Francesco Guala

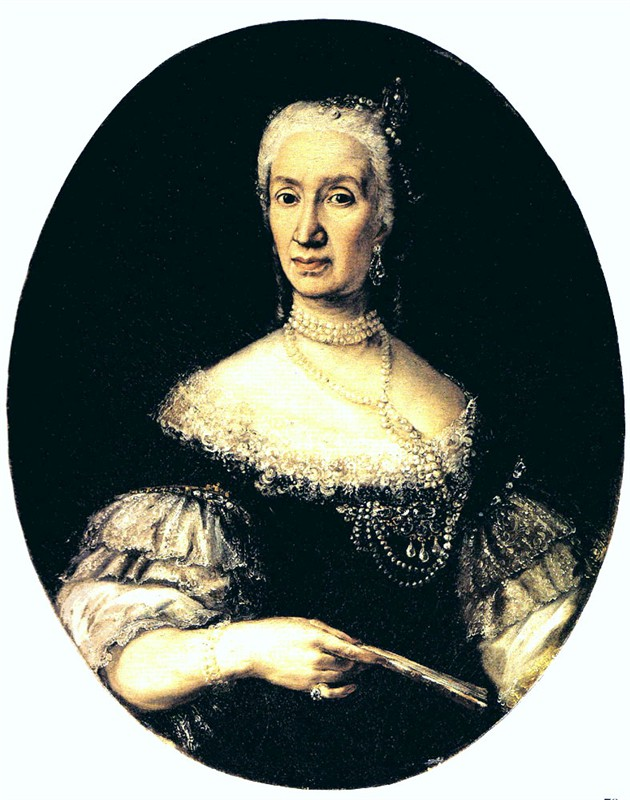
Pietro Francesco Guala Ritratto di nobildonna

Pier Francesco Guala, conosciuto anche come Pierfrancesco e Pietro Francesco (Casale Monferrato, 15 settembre 1698 – Milano, 27 febbraio 1757), è stato un pittore italiano, attivo soprattutto tra Casale, Torino, Milano e Vercelli.

## Biografia
Figlio d'arte, proprio dal padre Lorenzo, che lavorava in una sua bottega pittorica ed il cui stile era aderente alla scuola monferrina seicentesca, ricevette i primi insegnamenti e fu guidato nei primi approcci con l'attività.
Le influenze artistiche del Guala derivarono dagli stili di fine Seicento piemontese con agganci all'ultimo periodo di Francesco Cairo, dalle scuole genovesi e Veneziane diffuse in Lombardia da Strozzi, Assereto, Lyss, oltreché dallo studio delle opere del Feti, di Tanzio e di Crespi; con questa miscela di gusti stilistici si può capire la risoluzione cromatica svolta dal Guala in associazione ad accostamenti con i lavori di Maffei e Bazzani. Inoltre, il pittore si rifarebbe al Testori per il "rapporto con l'ambiente dei decoratori che fiorivano a Casale nelle immediate vicinanze del monferrino Scapitta, architetto a metà strada fra il Guarini e il Juvarra". In questa prima fase, le caratteristiche principali del Guala rappresentarono anche la sintesi e la conclusione del cammino pittorico portato avanti dal Pianca, come dimostrarono l'affresco dello scalone a palazzo Ardizzone d'Arco e quello dello scalone del palazzo Gozzani di Treville a Casale.
Intorno all'inizio degli anni trenta del Settecento, il Guala evidenziò un allontanamento dai modelli seicenteschi, per incominciare un percorso evolutivo personale.
Un principio di variazione stilistica si poté rilevare nel San Bartolomeo battezzante (chiesa di Trino, 1734) e si intensificherà nell'affresco delle Arti (Casale, palazzo Sannazzaro, 1737), nei Ritratti di Evasio e Tullio Cerruti (Duomo di Casale Monferrato), tutte opere caratterizzate sia da brillantezze e originalità cromatiche, sia da interpretazioni personali, innovative e alteranti di temi mitologici, resi scanzonati e popolari.
In questi anni operò anche nel settore della ritrattistica, che gli procurerà popolarità e fama, e che i critici d'arte valutano come in assoluto la più felice della sua intera carriera. Per queste opere, le sue basi di partenza stilistica furono la scuola genovese e quella veneta contemporanea miscelate con un gusto realistico e da spunti di vari altri artisti, il tutto reso però personale e mutevole dal Guala.
Nel 1741 lavorò a Vercelli, ma tre anni dopo ritornò a Casale per attivarsi nei palazzi Gozzani di Treville e Morelli, dove evidenziò influenze del Crosato. Il suo S. Carlo Borromeoe l'Immacolata, che si trova nella chiesa di S. Giovanni Battista a Costa, una frazione di Cumiana, venne probabilmente dipinto tra il 1742 e il 1747. Intorno al 1748 apparve il suo capolavoro, I canonici di Lu (Lu Monferrato, collegiata), e dello stesso periodo opere mitologiche e cavalleresche al Museo Civico di Asti e al castello di Giarole, impreziosite da uno sfondo di sensualità.
Sul finire del decennio dipinse l'Assunzione di Maria per il Santuario di Santa Maria di Piazza di Torino.
Nel 1753 si attivò per un lavoro mastodontico, costituito da due tele raffiguranti miracoli domenicani, nella chiesa di San Domenico a Casale Monferrato, apprezzabili soprattutto per la cura dei particolari.
Tra il 1755 e il 1756 il Guala realizzò i suoi ultimi lavori a Casale, Apostoli e Profeti per la chiesa di Santo Stefano, per poi trasferirsi a Milano, nel collegio di San Francesco di Paola, per apprestarsi ad eseguire, appena pochi mesi prima di morire un Cristo coronato di spine, una Ascensione e una Orazione nell'orto.